# ボデレ低地

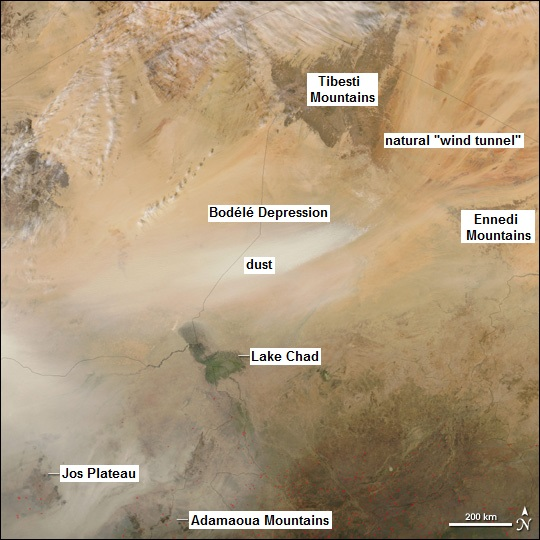
ボデレ低地周辺

ボデレ低地（ボデレていち、英語: Bodélé Depression）は、チャド中央部にある盆地。200km四方に広がっている。かつてはチャド湖ともつながる巨大な湖が存在していたが、サハラ砂漠全域の乾燥化とともに湖は干上がり、現在はガザール・ワジなど数本のワジが降雨時に姿を現し、ボデレに注ぎ込むのみである。それに伴い大量の砂が堆積するようになり、ほぼ全域が巨大な砂丘によって覆われるようになった。この大量の砂塵はハルマッタンによって巻き上げられ、遠く地中海やアマゾンにまで降り注いでいる。